# Тернове (Старобільський район)
Тернове́ — село в Україні, у  Біловодській селищній громаді Старобільського району Луганської області. Населення становить 120 осіб.

## Населення
За даними перепису 2001 року населення села становило 120 осіб, з них 73,33% зазначили рідною мову українську, 25,83% — російську, а 0,84% — іншу.